# Bieniec (województwo dolnośląskie)
Bieniec – kolonia w Polsce położona w województwie dolnośląskim, w powiecie bolesławieckim, w gminie Nowogrodziec.
W latach 1975–1998 miejscowość należała administracyjnie do województwa jeleniogórskiego.